# Vozdvijenka (kraï du Primorié)
Vozdvijenka (en russe : Воздви́женка) est un village de l'okroug urbain d'Oussouriïsk du kraï du Primorié en Extrême-Orient russe. Sa population s'élevait à 6 352 habitants au recensement de 2021.

## Géographie
La localité est située dans le kraï du Primorié, un sujet de l'Extrême-Orient de la Russie, en Mandchourie-Extérieure, qui était autrefois chinoise (avant 1860). Elle se trouve dans le district fédéral extrême-oriental. Elle est l'une des 38 localités de l'okroug urbain d'Oussouriïsk, subdivision du sud-ouest du kraï dans la plaine du Khanka, dont le centre administratif est la ville d'Oussouriïsk.
Vozdvijenka, comme tout le kraï du Primorié, est située dans le fuseau horaire MSK+7 (heure de Vladivostok). Le décalage horaire appliqué par rapport au temps universel coordonné est +10:00.

## Histoire
La localité a été fondée en 1883.

## Démographie
Recensements (*) et estimations de la population,,,:
| 1896 | 1900  | 1912  | 1915  |
| ---- | ----- | ----- | ----- |
| 982  | 1 063 | 1 591 | 1 743 |

| 1926* | 1979  | 2002 * | 2010* |
| ----- | ----- | ------ | ----- |
| 2 137 | 6 686 | 7 275  | 6 454 |

| 2021* | - | - | - |
| ----- | - | - | - |
| 6 352 | - | - | - |

Selon le recensement de 2002, sur les 559 habitants, il y avait 87 % de Russes.